# Tournoi des Cinq Nations 1980
Navigation
Tournoi 1979 Tournoi 1981
Le Tournoi des Cinq Nations 1980 se déroule du 19 janvier au 15 mars 1980 et se termine sur la victoire de l'Angleterre avec son huitième Grand Chelem, vingt-trois ans après son précédent.

## Classement
- Légende :

J matchs joués, V victoires, N matchs nuls, D défaites ;
PP points pour, PC points contre, Δ différence PP-PC ;
Pts : points de classement (2 points pour une victoire, 1 point en cas de match nul, rien pour une défaite) ;
T : Tenant du titre.
| Rang | Nations            | J | V | N | D | PP | PC | Δ   | Pts |
| ---- | ------------------ | - | - | - | - | -- | -- | --- | --- |
| 1    | Angleterre         | 4 | 4 | 0 | 0 | 80 | 48 | +32 | 8   |
| 2    | Irlande            | 4 | 2 | 0 | 2 | 70 | 65 | +5  | 4   |
| 2    | Pays de Galles (T) | 4 | 2 | 0 | 2 | 50 | 45 | +5  | 4   |
| 4    | France             | 4 | 1 | 0 | 3 | 55 | 75 | -20 | 2   |
| 4    | Écosse             | 4 | 1 | 0 | 3 | 61 | 83 | -22 | 2   |

- Remarques :
  - avec la même différence de points, l'Irlande ayant battu le pays de Galles, est placée devant son adversaire.
  - L’Angleterre victorieuse avec un Grand Chelem possède la meilleure attaque et réalise la plus grande différence de points.
  - Enfin c'est le pays de Galles qui a la meilleure défense.

## Résultats
Les dix matchs se jouent sur cinq samedis :
| 19 janvier 1980, Arms Park, Cardiff     | Pays de Galles | 18 - 90 | France         |
| 19 janvier 1980, Twickenham, Londres    | Angleterre     | 24 - 90 | Irlande        |
| 2 février 1980, Parc des Princes, Paris | France         | 13 - 17 | Angleterre     |
| 2 février 1980, Lansdowne Road, Dublin  | Irlande        | 22 - 15 | Écosse         |
| 16 février 1980, Murrayfield, Édimbourg | Écosse         | 22 - 14 | France         |
| 16 février 1980, Twickenham, Londres    | Angleterre     | 09 - 80 | Pays de Galles |
| 1er mars 1980, Parc des Princes, Paris  | France         | 19 - 18 | Irlande        |
| 1er mars 1980, Arms Park, Cardiff       | Pays de Galles | 17 - 6  | Écosse         |
| 15 mars 1980, Lansdowne Road, Dublin    | Irlande        | 21 - 7  | Pays de Galles |
| 15 mars 1980, Murrayfield, Édimbourg    | Écosse         | 18 - 30 | Angleterre     |

## Feuilles de match
Précisions concernant les dix matchs du Tournoi 1980 :

### Pays de Galles - France
| 19 janvier 1980 Temps gris et froid ; vent pour les Gallois en1re mi-temps. | Pays de Galles Capitaine : Squire                                                            | 18 - 9 (4-3) | France Capitaine : Rives                                                   | Arms Park, Cardiff 53 749 spectateurs Arbitre : A Hosie |
| 19 janvier 1980 Temps gris et froid ; vent pour les Gallois en1re mi-temps. | Essai(s) : 4 Rees 34e Holmes 42e, Richards 65e, Price 74e Transformation(s) : 1/4 Davies 42e |              | Essai(s) : Marchal 62e Transformation(s) : Caussade Drop(s) : Caussade 15e | Arms Park, Cardiff 53 749 spectateurs Arbitre : A Hosie |
| 19 janvier 1980 Temps gris et froid ; vent pour les Gallois en1re mi-temps. |                                                                                              |              |                                                                            | Arms Park, Cardiff 53 749 spectateurs Arbitre : A Hosie |

### Angleterre - Irlande
| 19 janvier 1980 Temps frais | Angleterre Capitaine : Beaumont                                                                                  | 24 - 9 (15-9) | Irlande Capitaine : Slattery           | Twickenham, Londres Bon terrain 70 000 spectateurs Arbitre : C Thomas |
| 19 janvier 1980 Temps frais | Essai(s) : 3 S Smith 32e, Slemen 39e, John Scott 80e+7 Transformation(s) : 3/3 Hare Pénalité(s) : 2 Hare 9e, 45e |               | Pénalité(s) : 3 Campbell 16e, 20e, 23e | Twickenham, Londres Bon terrain 70 000 spectateurs Arbitre : C Thomas |
| 19 janvier 1980 Temps frais | |               |                                        | Twickenham, Londres Bon terrain 70 000 spectateurs Arbitre : C Thomas |

- Irlande : à la 36e, I Burns remplace P McNaughton blessé au genou.
- Angleterre : à la 62e, Woodward prend la place de Bond victime d'une fracture de la jambe.

### France-Angleterre
| 2 février 1980 Pluie juste avant le match. | France Capitaine : Rives                                                                           | 13 - 17 (7-11) | Angleterre Capitaine : Beaumont                                                           | Parc des Princes, Paris Pelouse en bon état. 45 251 spectateurs Arbitre : C Norling |
| 2 février 1980 Pluie juste avant le match. | Essai(s) : 2 Rives 2e, Averous 74e Transformation(s) : 1/2 Caussade 74e Pénalité(s) : Caussade 15e |                | Essai(s) : 2 Preston 26e, Carleton 35e Pénalité(s) : Hare 11e Drop(s) : 2 Horton 40e, 43e | Parc des Princes, Paris Pelouse en bon état. 45 251 spectateurs Arbitre : C Norling |
| 2 février 1980 Pluie juste avant le match. | |                |                                                                                           | Parc des Princes, Paris Pelouse en bon état. 45 251 spectateurs Arbitre : C Norling |

### Irlande - Écosse
| 2 février 1980 Temps pluvieux puis ensoleillé. | Irlande Capitaine : Slattery | 22 - 15 (10-9) | Écosse Capitaine ; M Biggar                                                           | Lansdowne Road, Dublin Bon terrain 45 000 spectateurs Arbitre : G Chevrier |
| 2 février 1980 Temps pluvieux puis ensoleillé. | Essai(s) : 2 Keane 40e, T Kennedy 56e Transformation(s) : 1/2 Campbell (2de mi-temps) Pénalité(s) : 3 Campbell 22e, 30e, 60e Drop(s) : Campbell 76e |                | Essai(s) : 2 Johnston 8e, 80e Transformation(s) : 2/2 Irvine Pénalité(s) : Irvine 1re | Lansdowne Road, Dublin Bon terrain 45 000 spectateurs Arbitre : G Chevrier |
| 2 février 1980 Temps pluvieux puis ensoleillé. | |                |                                                                                       | Lansdowne Road, Dublin Bon terrain 45 000 spectateurs Arbitre : G Chevrier |

### Écosse - France
| 16 février 1980 Temps froid, ciel gris, ensoleillé en 2e mi-temps. | Écosse Capitaine : M Biggar                                                                                                  | 22 - 14 (4-7) | France Capitaine : Rives                                                                 | Murrayfield, Édimbourg 60 000 spectateurs Arbitre : J West |
| 16 février 1980 Temps froid, ciel gris, ensoleillé en 2e mi-temps. | Essai(s) : 3 Rutherford 21e, Irvine 69e, 77e Transformation(s) : 1/2 Irvine 69e, Renwick 77e Pénalité(s) : 2 Irvine 78e, 81e |               | Essai(s) : 2 Gallion 17e, Gabernet 43e Pénalité(s) : Gabernet 29e Drop(s) : Caussade 54e | Murrayfield, Édimbourg 60 000 spectateurs Arbitre : J West |
| 16 février 1980 Temps froid, ciel gris, ensoleillé en 2e mi-temps. | |               |                                                                                          | Murrayfield, Édimbourg 60 000 spectateurs Arbitre : J West |

### Angleterre - pays de Galles
| 16 février 1980 Temps gris et frais. | Angleterre Capitaine : Beaumont    | 9 - 8 (3-4) | Pays de Galles Capitaine : Squire                               | Twickenham, Londres Pelouse très légèrement grasse. 70 000 spectateurs Arbitre : D Burnett |
| 16 février 1980 Temps gris et frais. | Pénalité(s) : 3 Hare 15e, 68e, 80e |             | Essai(s) : 2 Squire 17e, E Rees 77e Carton(s) rouge(s) : Ringer | Twickenham, Londres Pelouse très légèrement grasse. 70 000 spectateurs Arbitre : D Burnett |
| 16 février 1980 Temps gris et frais. |                                    |             |                                                                 | Twickenham, Londres Pelouse très légèrement grasse. 70 000 spectateurs Arbitre : D Burnett |

### France - Irlande
| 1er mars 1980 Temps gris, température fraîche. | France Capitaine : Rives                                                                       | 19 - 18 (0-6) | Irlande Capitaine : Slattery                                                                                       | Parc des Princes, Paris 48 000 spectateurs Arbitre : A Hosie |
| 1er mars 1980 Temps gris, température fraîche. | Essai(s) : 2 Gourdon 42e, 58e Transformation(s) : 1/2 Aguirre Pénalité(s) : 2 Aguirre 47e, 53e |               | Essai(s) : McLennan 60e Transformation(s) : Campbell Pénalité(s) : 3 Campbell 20e, 24e, 67e Drop(s) : Campbell 41e | Parc des Princes, Paris 48 000 spectateurs Arbitre : A Hosie |
| 1er mars 1980 Temps gris, température fraîche. |                                                                                                |               | | Parc des Princes, Paris 48 000 spectateurs Arbitre : A Hosie |

### Pays de Galles - Écosse
| 1er mars 1980 | Pays de Galles Capitaine : Squire                                                           | 17 - 6 (7-0) | Écosse Capitaine : M Biggar                   | Arms Park,Cardiff 53 849 spectateurs Arbitre : L Prideaux |
| 1er mars 1980 | Essai(s) : 3 Holmes, L Keen, D Richards Transformation(s) : 1/3 Fenwick Pénalité(s) : Blyth |              | Essai(s) : Irvine Transformation(s) : Renwick | Arms Park,Cardiff 53 849 spectateurs Arbitre : L Prideaux |
| 1er mars 1980 |                                                                                             |              |                                               | Arms Park,Cardiff 53 849 spectateurs Arbitre : L Prideaux |

### Irlande - pays de Galles
| 15 mars 1980 Temps gris et frais ; vent pour le pays de Galles en 1re mi-temps. | Irlande Capitaine : Slattery                                                                                        | 21 - 7 (6-3) | Pays de Galles Capitaine : Squire               | Lansdowne Road, Dublin Terrain un peu boueux. 70 000 spectateurs Arbitre : L Prideaux |
| 15 mars 1980 Temps gris et frais ; vent pour le pays de Galles en 1re mi-temps. | Essai(s) : 3 Irwin 9e, J O'Driscoll 53e, Fitzgerald 70e Transformation(s) : 3/3 Campbell Pénalité(s) : Campbell 44e |              | Essai(s) : R Blyth 79e Pénalité(s) : Fenwick 3e | Lansdowne Road, Dublin Terrain un peu boueux. 70 000 spectateurs Arbitre : L Prideaux |
| 15 mars 1980 Temps gris et frais ; vent pour le pays de Galles en 1re mi-temps. | |              |                                                 | Lansdowne Road, Dublin Terrain un peu boueux. 70 000 spectateurs Arbitre : L Prideaux |

### Écosse - Angleterre
| 15 mars 1980 | Écosse Capitaine : Irvine                                                                             | 18 - 30 (3 - 19) | Angleterre Capitaine : Beaumont                                                                                                 | Murrayfield, Édimbourg 75 000 spectateurs Arbitre : JP Bonnet |
| 15 mars 1980 | Essai(s) : 2 Tomes 58e, Rutherford 69e Transformation(s) : 2/2 Irvine Pénalité(s) : 2 Irvine 40e, 46e |                  | Essai(s) : 5 Carleton 16e, 30e, 65e Slemen 27e, S Smith 47e Transformation(s) : 2/5 Hare 16e, 27e Pénalité(s) : 2 Hare 43e, 61e | Murrayfield, Édimbourg 75 000 spectateurs Arbitre : JP Bonnet |
| 15 mars 1980 | |                  | | Murrayfield, Édimbourg 75 000 spectateurs Arbitre : JP Bonnet |